# L'Estartit
L'Estartit (prononcé en catalan : [ɫestaɾˈtit]; en espagnol : Estartit) est une station balnéaire de la Costa Brava en Catalogne (Espagne) sur la côte méditerranéenne. Elle compte 3 397 habitants en 2023 et fait partie de la commune de Torroella de Montgrí.
Station balnéaire très courue, on peut y pratiquer le nautisme, le kayak, etc. Elle est notamment fréquentée par les plongeurs européens qui viennent plonger sur les Îles Medes.

## Galerie de photographies

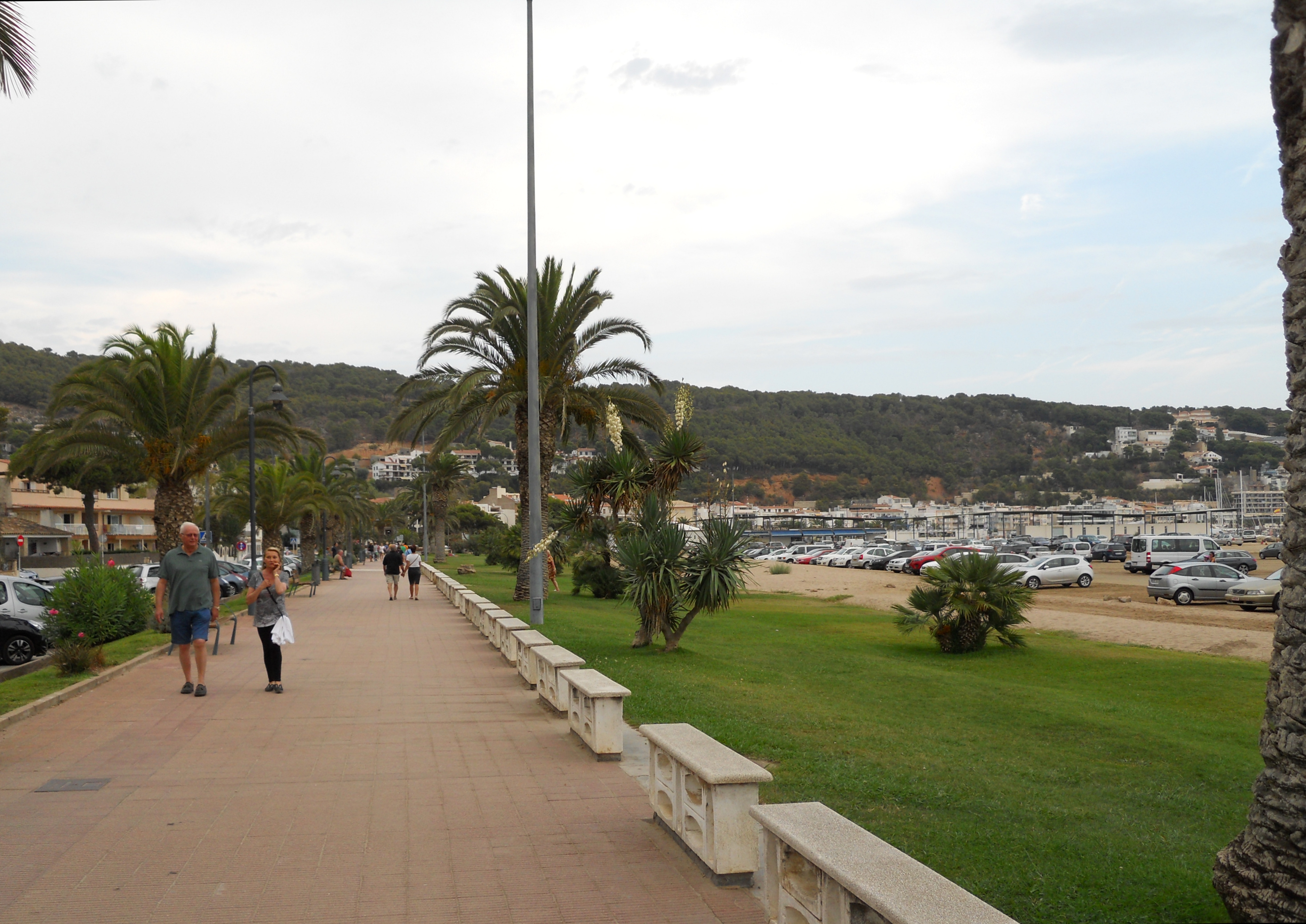
Pomenade menant au port.
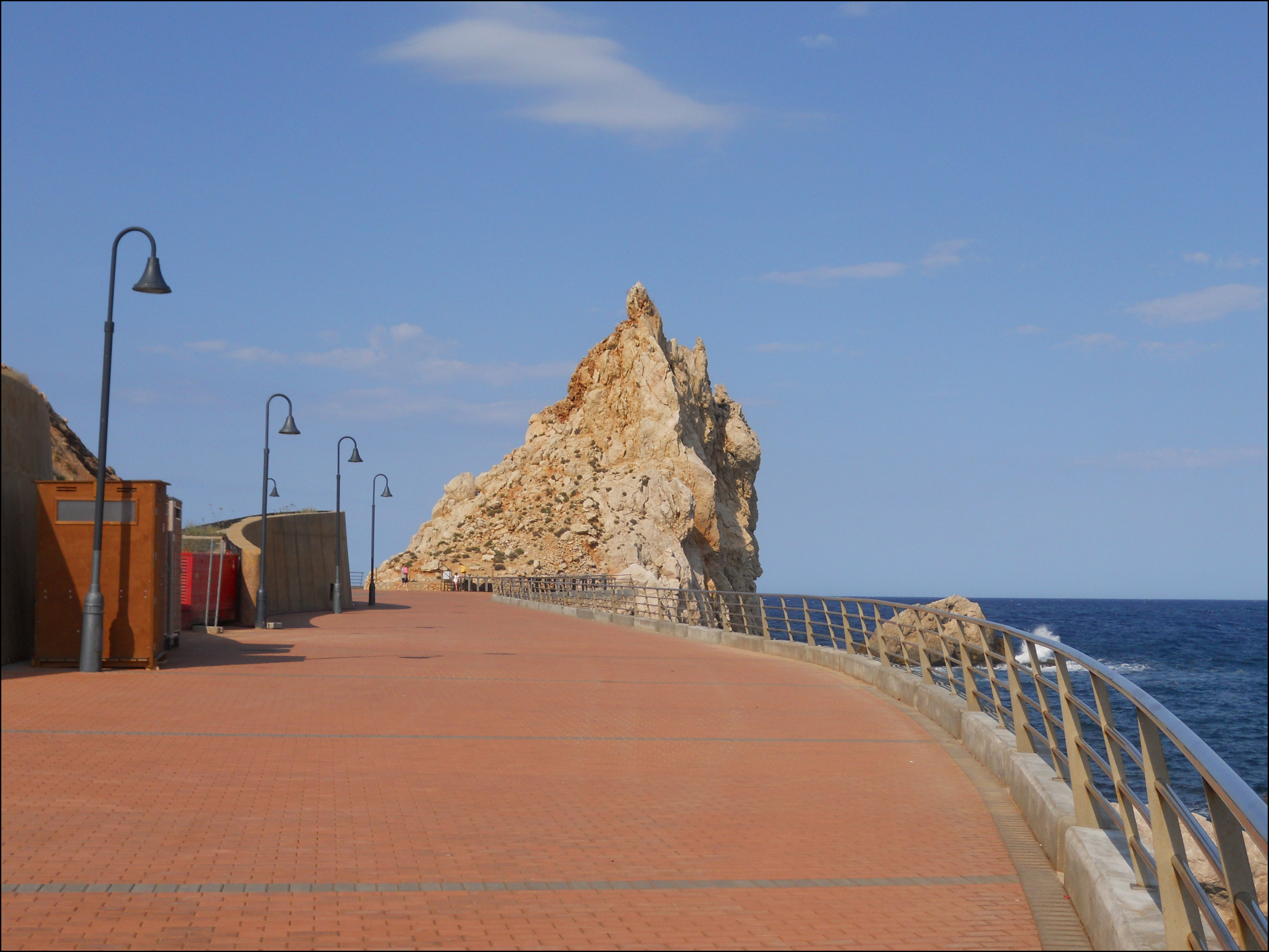
Rocher au bout du Passeig Molinet.
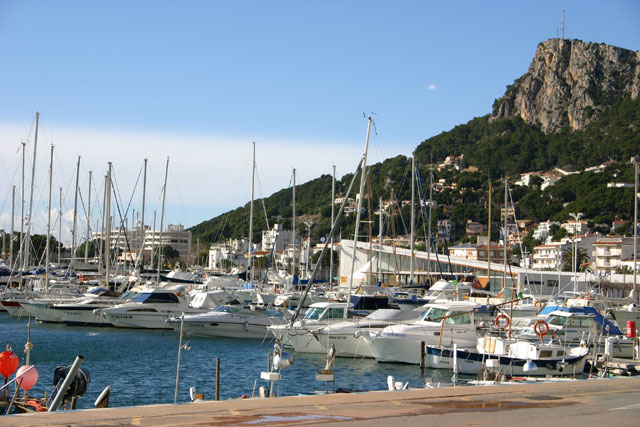
Le port de L'Estartit.
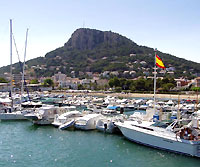
Le port L'Estartit et le massif Roca Maura (226 m).
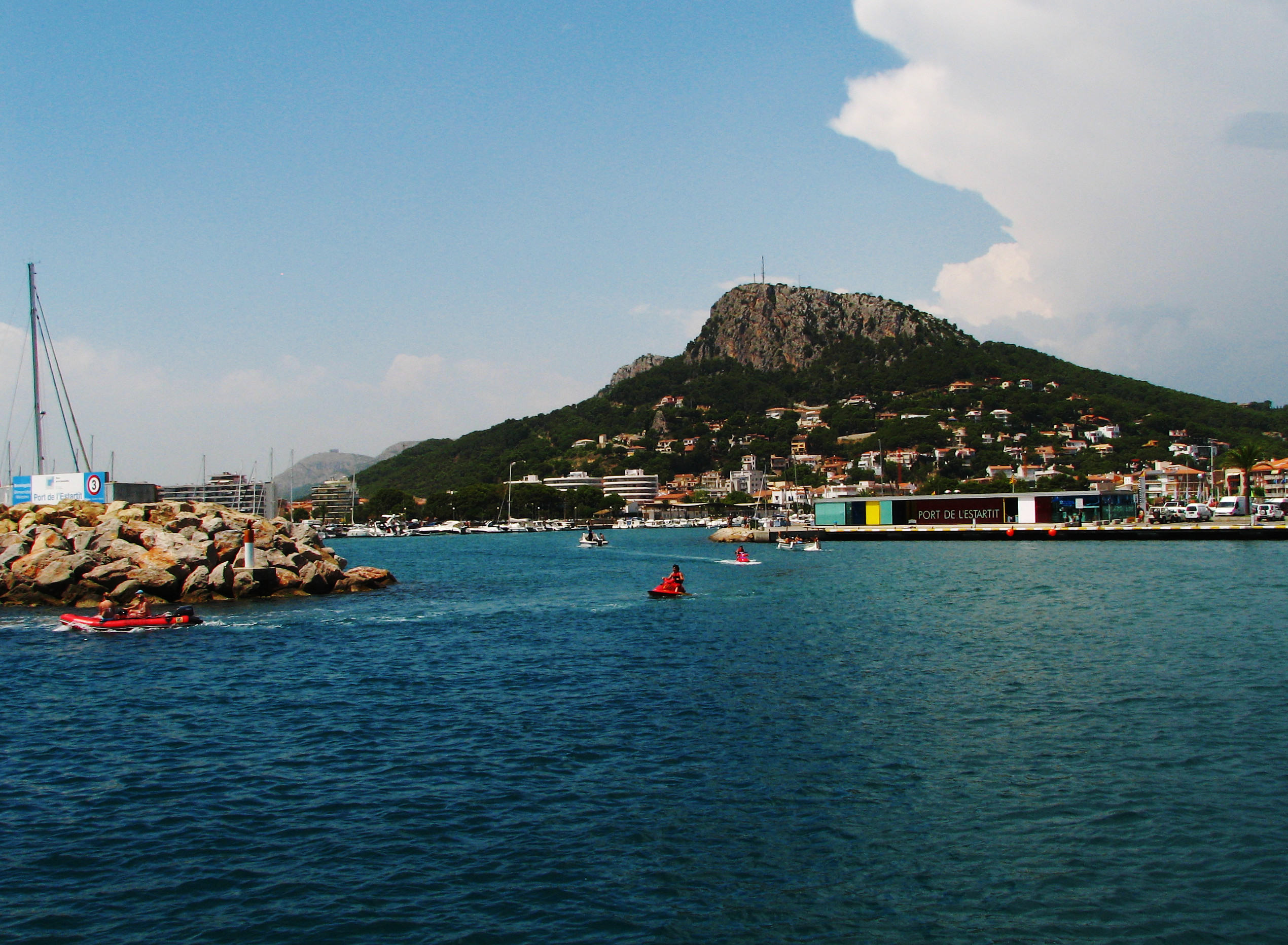
L'entrée du port de L'Estartit.
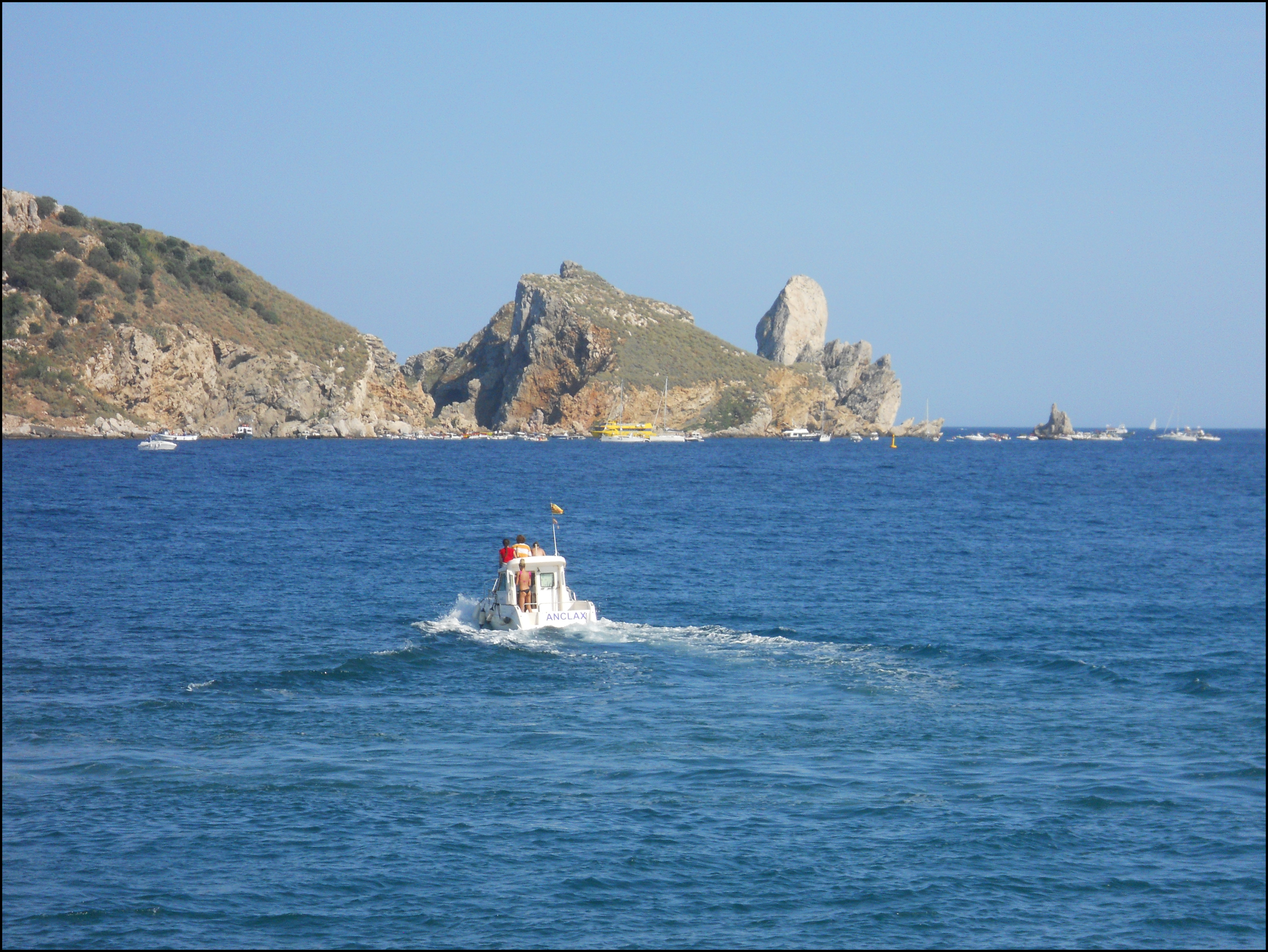
Vue sur les îles Medes.
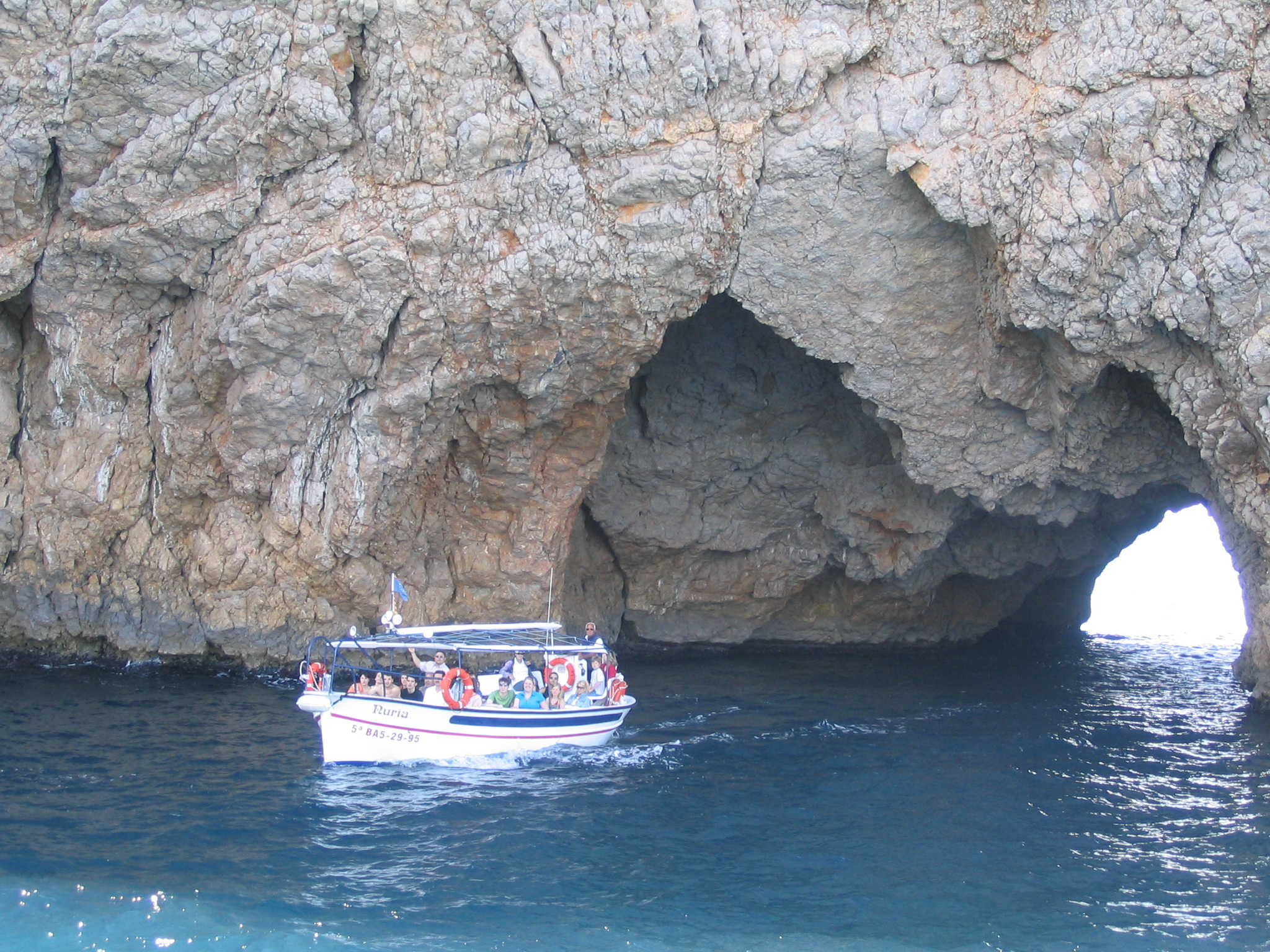
La Roca Foradada.